# Blutiger Herbst in Hodschag
Als Blutiger Herbst in Hodschag bezeichnet man die Ermordung von 181 Männern und zwei Frauen am 23. November 1944 am Ortsrand von Odžaci durch Tito-Partisanen. Die Opfer mussten ihr eigenes Grab schaufeln und wurden erschlagen. Eine Person konnte fliehen. Hodschag gehörte zu jener Zeit im Zweiten Weltkrieg zum von der Achsenmacht Ungarn besetzten Teil der Batschka.
Bei den Getöteten handelte es sich um Zivilisten deutscher Volksangehörigkeit. Die Betroffenen wurden willkürlich ausgewählt, es traf einfache Bauern genauso wie bedeutende Bürger der Stadt, so etwa den Industriellen Franz Ertl, Besitzer der Spinnerei- und Seilwarenfabrik im Ort. Drei Jugoslawiendeutsche, Franz Kraus, der Kaufmann Ladislaus Kollmann und Hans Petko, wurden nicht zur Exekution geführt, weil der serbische Gemeinderat intervenierte.
Die Tat wurde von der Krajiska-Partisanenbrigade begangen, die zwei Tage später in Bački Gračac (Filipowa) 212 deutsche Männer und Heranwachsende umbrachte.